# Tateidae
Tateidae is een familie van weekdieren uit de klasse van de Gastropoda (slakken).

## Geslachten
- Ascorhis Ponder & Clark, 1988
- Caledoconcha Haase & Bouchet, 1998
- Catapyrgus Climo, 1974
- Crosseana Zielske & Haase, 2015
- Fluviopupa Pilsbry, 1911
- Hadopyrgus Climo, 1974
- Halopyrgus Haase, 2008
- Hemistomia Crosse, 1872
- Kanakyella Haase & Bouchet, 1998
- Kuschelita Climo, 1974
- Leiorhagium Haase & Bouchet, 1998
- Leptopyrgus Haase, 2008
- Meridiopyrgus Haase, 2008
- Novacaledonia Zielske & Haase, 2015
- Obtusopyrgus Haase, 2008
- Opacuincola Ponder, 1966
- Paxillostium N. Gardner, 1970
- Pidaconomus Haase & Bouchet, 1998
- Platypyrgus Haase, 2008
- Potamolithus Pilsbry, 1896
- Potamopyrgus Stimpson, 1865
- Rakipyrgus Haase, 2008
- Rakiurapyrgus Haase, 2008
- Sororipyrgus Haase, 2008
- Strobeliella Cazzaniga, 1981
- Tatea Tenison-Woods, 1879
- Tongapyrgus Haase, 2008
- Trochidrobia Ponder, Hershler & Jenkins, 1989